# Dettopsomyia formosa
Dettopsomyia formosa är en tvåvingeart som beskrevs av Lamb 1914. Dettopsomyia formosa ingår i släktet Dettopsomyia och familjen daggflugor. Inga underarter finns listade i Catalogue of Life.